# Danh sách nhân vật trong Cang giả kim thuật sư

Một vài nhân vật trong Fullmetal Alchemist trong anime đầu tiên.

Anime và manga Fullmetal Alchemist tập hợp một số lượng khổng lồ các nhân vật hư cấu được tạo ra bởi Hiromu Arakawa. Bối cảnh truyện đặt trong một vũ trụ hư cấu vào khoảng giữa thế kỷ 20 mà trong đó giả kim thuật (錬金術 tiếng Anh: alchemy) là một trong những kỹ thuật khoa học tiên tiến nhất mà con người từng biết đến. Mặc dù phần đầu nội dung của anime phần một và manga giống nhau, nhưng từ giữa phim trở đi dần xuất hiện nhiều điểm khác biệt  so với manga; nhưng nhân vật chết trong phần đầu manga sống đến phần cuối của phim và ngược lại. Anime thứ 2 (Fullmetal Alchemist: Brotherhood) lại bám sát theo cốt truyện của manga.
Cốt truyện đi theo 2 anh em Edward và Alphonse Elric. Khi cố gắng hồi sinh mẹ của mình, họ bị mất đi một phần cơ thể, với linh hồn của Alphonse được gắn vào một bộ áo giáp và chân trái cùng tay phải của Edward được thay bằng automail, một loại chi giả sinh học cao cấp. Theo lời mời của Roy Mustang, một giả kim thuật sư của quân đội chính phủ, Edward trở thành Thuật sư luyện kim quốc gia, và cùng Alphonse đi tìm kiếm cách khôi phục lại cơ thể mình trên khắp đất nước Amestris. Trong cuộc tìm kiếm, họ biết đến Hòn đá của triết gia, một chất xúc tác huyền thoại mà họ có thể sử dụng để lấy lại cơ thể của mình. Tuy nhiên, sau khi trở thành Thuật sư luyện kim quốc gia, Edward biết rằng cũng có nhiều thành viên trong quân đội cũng muốn có được hòn đá, nhất là những sinh vật trong hình dạng người gọi là homunculi, chúng bắt đầu truy đuổi theo hai anh em nhà Elric.
Khi viết cốt truyện, Arakawa lấy nguồn cảm hứng từ kinh nghiệm thời thơ ấu, và từ công việc của cha mẹ mình cùng các manga khác mà cô đã đọc. Nhiều sản phẩm liên quan dựa theo các nhân vật trong truyện cũng đã được bày bán. Đã có rất nhiều nhận xét đối với các nhân vật trong manga, anime và các tác phẩm truyền thông khác. Hầu hết đều đánh giá cao sự phát triển nhân vật trong truyện cũng nhưng nghệ thuật vẽ của Arakawa.

## Ý tưởng và bản vẽ mẫu
Tác giả Hiromu Arakawa đã lồng ghép một số vấn đề xã hội vào câu chuyện sau khi nói chuyện với những người đã phải chịu đựng và sống qua chúng, chẳng hạn như người tị nạn, cựu chiến binh và cựu yakuza, hoặc đơn giản bằng cách xem tin tức liên quan đến những vấn đề đó. Một số yếu tố cốt truyện mở rộng theo các chủ đề này, chẳng hạn như Pinako Rockbell chăm sóc anh em nhà Elric sau cái chết của mẹ họ, và hai anh em giúp mọi người trên khắp đất nước hiểu được ý nghĩa của gia đình. Nhiều nhân vật của bộ truyện khác với manga và anime đầu tiên, homunculi là nhân vật đáng chú ý nhất, đó là vì Arakawa muốn anime đầu tiên có kết thúc khác với manga, để tránh lặp lại các sự kiện giống nhau trong cả hai bộ truyện. 
Arakawa nói rằng cô bị thu hút bởi ý tưởng sử dụng thuật giả kim trong manga sau khi đọc sách về hòn đá triết gia . Cô ấy thích nó đến nỗi bắt đầu đọc những cuốn sách về thuật giả kim, cuốn sách mà cô  thấy rất phức tạp vì một số cuốn sách mâu thuẫn với những cuốn khác.
Trong quá trình thiết kế các nhân vật, Arakawa đã nhận xét rằng tác giả manga Suihō Tagawa và Hiroyuki Eto là nguồn cảm hứng chính của cô, và cô cũng nói rằng tác phẩm nghệ thuật mình là sự kết hợp của cả hai. Khi vẽ các nhân vật của bộ truyện, Alex Louis Armstrong và những con vật nhỏ là những người dễ vẽ nhất đối với cô. Vì thực tế là cô thích chó, Arakawa đã thêm một số trong số chúng vào câu chuyện. Cô ấy cũng thêm nhiều cơ bắp khác nhau cho hầu hết các nhân vật vì sợ rằng nếu không, họ có thể trông quá gầy đến mức trông không khỏe mạnh. Mặc dù được người hâm mộ yêu cầu nhiều lần cho biết ngày sinh của các nhân vật, Arakawa vẫn khẳng định rằng cô chưa bao giờ nghĩ đến. 

## Nhân vật chính diện

### Edward Elric
Edward Elric (エドワード・エルリック Edowādo Erurikku)
Edward "Ed" Elric (エ ド ワ ー ド ・ エ ル リ ッ ク, Edowādo Erurikku), "Fullmetal Alchemist" (鋼 の 錬 金 術 師, Hagane no Renkinjutsushi ), là Nhà giả kim thuật sư quốc gia trẻ nhất trong lịch sử, tham gia làm giả kim khi mới 12 tuổi. Em trai cậu, Alphonse, lùng sục cùng cậu khắp thế giới để tìm Hòn đá Triết gia (賢者 の 石, Kenja no Ishi), với hy vọng phục hồi cơ thể cho họ. Edward bị mất chân trái trong khi nỗ lực vô ích để hồi sinh mẹ mình, cậu sử dụng một phương pháp biến đổi người bất hợp pháp, và mất cánh tay phải để đổi lấy linh hồn của Alphonse vào một bộ áo giáp. Edward hiện sử dụng các bộ phận giả bằng kim loại, được gọi là automail (機械 鎧オ ー ト メ イ ル, ōtomeiru), làm tay chân thay thế. Tuy nhiên, khi cố gắng hồi sinh một con người mở ra một cánh cổng gọi là Cổng Sự thật (真理 の 扉, Shinri no Tobira) để cho phép người cam kết nhìn thấy Sự thật (真理, Shinri ), Edward cũng đã có được kiến thức tuyệt vời về vũ trụ như khả năng mạnh mẽ để thực hiện chuyển đổi mà không cần vẽ vòng tròn. Cậu thông minh, dũng cảm và thậm chí khá táo bạo, nhưng cũng có xu hướng kiêu hãnh, khắc nghiệt và kiêu ngạo. Cậu có một sự nhạy cảm nhạy bén với chiều cao thấp bé của mình; một trò đùa lặp đi lặp lại trong cả manga và series anime là Edward phản ứng thái quá với những người gọi cậu là lùn. Cậu rất quan tâm tới em trai mình và những người khác.

### Alphonse Elric
Alphonse Elric (アルフォンス・エルリック Arufonsu Erurikku)
Alphonse "Al" Elric (ア ル フ ォ ン ス ・ エ ル リ ッ ク, Arufonsu Erurikku) là em trai của Edward. Cả hai cùng nhau lùng sục khắp đất nước để tìm kiếm Hòn đá Triết Gia với hy vọng phục hồi cơ thể. Không giống như Ed, người bị mất một bên chân trong nỗ lực bất thành để hồi sinh mẹ của hai anh em, Al bị mất toàn bộ cơ thể. Vào giây phút cuối cùng, và với cái giá phải trả là một cánh tay của mình, Ed đã phong ấn linh hồn của Al trong một bộ áo giáp lớn, khiến Al gần như bất khả chiến bại. Sau sự việc, cậu và Edward cùng nhau tham gia cuộc hành trình để phục hồi cơ thể trở lại. Giống như anh trai mình, cậu có thể chuyển đổi mà không cần vòng tròn. Cậu rất quan tâm tới người anh của mình và luôn bị mọi người nhầm cậu là Edward vì dáng vẻ siêu cao trong bộ áo giáp.

## Nhân vật phản diện

### Father
Father (お父様 Otō-sama)

### Solf J. Kimblee
Solf J. Kimblee (ゾルフ・J・キンブリー Zorufu Jei Kinburī)

### King Bradley
King Bradley (キング・ブラッドレイ Kingu Buraddorei)

### Dante
Dante (ダンテ)

### Homunculi
Homunculi (ホムンクルス Homunkurusu)

#### Lust
Lust (ラスト Rasuto)

#### Gluttony
Gluttony (グラト二ー Guratonī)

#### Envy
Envy (エンヴィー Envī)

#### Greed
Greed (グリード Gurīdo)

#### Sloth
Sloth (スロウス Surōsu)

#### Wrath
Wrath (ラース Rāsu)

#### Pride
Pride (プライド Puraido)

## Các nhân vật khác

### Các giả kim thuật sư

#### Alex Louis Armstrong
Alex Louis Armstrong (アレックス・ルイ・アームストロング Arekkusu Rui Āmusutorongu)

#### Izumi Curtis
Izumi Curtis (イズミ・カーティス Izumi Kātisu)

#### Roy Mustang
Thuật sư luyện kim quốc gia Roy Mustang (ロイ・マスタング Roi Masutangu)
Lồng tiếng bởi: Toru Okawa và Shin-ichiro Miki trong phần remake
Đại tá / Thiếu tá Roy Mustang (ロ イ ・ マ ス タ ン グ, Roi Masutangu ), "Cang giả kim hỏa" (焔 の 錬 金 術 師, Honō no Renkinjutsushi ), là Nhà giả kim của Bang và là cấp trên trực tiếp của Edward. Anh đặt mục tiêu trở thành Quốc trưởng tiếp theo của Amestris, dựa nhiều vào sự hỗ trợ của các cấp dưới trung thành để thúc đẩy anh đi theo con đường đó. Mustang thấy con đường này bị gián đoạn bởi vụ sát hại người bạn thân nhất và cũng là bạn tâm giao của anh, Maes Hughes; sau đó, anh bắt đầu một cuộc điều tra gần như mọi thứ để tìm ra thủ phạm thực sự. 

#### Van Hohenheim
Van Hohenheim (ヴァン・ホーエンハイム Van Hōenhaimu)

#### Tim Marcoh
Tim Marcoh (ティム・マルコー Timu Marukō)

#### Russell and Fletcher Tringham
Russell Tringham (ラッセル・トリンガム Rasseru Toringamu)

#### Shou Tucker
Shou Tucker (ショウ・タッカー Shō Takkā)

### Quân đội chính phủ

#### Frank Archer
Frank Archer (フランク・アーチャー Furanku Āchā)

#### Olivier Mira Armstrong
Olivier Milla Armstrong (オリヴィエ・ミラ・アームストロング Orivie Mira Āmusutorongu)

#### Heymans Breda
Heymans Breda (ハイマンス・ブレダ Haimansu Bureda)

#### Denny Brosh và Maria Ross
Denny Brosh (デニー・ブロッシュ Denī Burosshu) và Maria Ross (マリア・ロス Maria Rosu)

#### Sheska
Sheska (シェスカ Shesuka)

#### Vato Falman
Vato Falman (ヴァトー・ファルマン Vatō Faruman)

#### Kain Fuery
Kain Fury (ケイン・フュリー Kein Fyurī)

#### Jean Havoc
Jean Havoc (ジャン・ハボック Jan Habokku)

#### Riza Hawkeye
Riza Hawkeye (リザ・ホークアイ Riza Hōkuai)

#### Maes Hughes
Maes Hughes (マース・ヒューズ Māsu Hyūzu)

#### Yoki
Yoki (ヨキ)

### Ishbal
Ishbalans (イシュヴァール人 Ishuvāru-jin)

#### Scar
Scar (スカー Sukā)
Scar (傷 の 男ス カ ー, Sukā , nghĩa đen là "người đàn ông có sẹo") là một trong những người sống sót sau Chiến dịch tiêu diệt người Ishbalan và được đặt tên cho vết sẹo to trên mặt. Được miêu tả là một linh mục chiến binh Ishbalan, Scar là một chiến binh có năng lực, người đã liều lĩnh cố gắng cứu bất kỳ ai ông ta có thể khỏi cuộc tấn công dữ dội. Tuy nhiên, các đòn tấn công giả kim tăng cường của Kimblee là quá nhiều. Anh trai của Scar, người đang nghiên cứu về thuật giả kim của người Amestrian và phép thuật của người Xingese (bị Ishbalans coi là dị giáo) trong một nỗ lực nhằm giành quyền lực chống lại Bang, đã đưa cho Scar cánh tay phải của mình để cứu mạng ông. Scar ban đầu nhắm mục tiêu đến các Cang giả kim vì vai trò của họ trong cuộc tàn sát người dân của ông ta, thậm chí trở thành kẻ thù của Elrics sau khi ông ta Nina Tucker như một hành động thương xót sau khi cô bé bị biến thành chimera, nhưng cuối cùng đứng về phía họ khi biết rằng Homunculi là kẻ thù thực sự.

### Xing
Xing (シン国 Shin-koku)

#### Fu
Fu (フー Fū)

#### Lan Fan
Lan Fan (ランファン Ranfan)

#### Lin Yao
Lin Yao (リン・ヤオ Rin Yao, "Ling Yao" trong tập đầu của Viz và anime thứ 2)
Lồng tiếng bởi: Mamoru Miyano
Lin Yao (リ ン ・ ヤ オ, Rin Yao,) "Ling Yao" là hoàng tử thứ mười hai của Xing, và đại diện cho Gia tộc Yao. Anh ta gặp Edward Elric ngay sau khi đến Amestris, anh cũng có xu hướng để lại cho Edward những hóa đơn bữa tối đắt tiền trước khi lặng lẽ bỏ đi. Mặc dù có tính cách thoải mái, ngốc nghếch và bất cần, Lin là một kiếm sĩ lành nghề, luôn giữ một cái đầu lạnh trong các tình huống thù địch. Tham vọng lớn của anh ta là thay thế cha mình trở thành hoàng đế mới của Xing, và như vậy hoạt động với niềm tin rằng quyền lực không thể đạt được nếu không có sự ủng hộ của người dân. Anh rất thân thiết với các vệ sĩ của mình, Lan Fan và Fu, thường tỏ ra lo lắng cho sự an toàn của họ hơn là tìm kiếm sự bất tử và trở thành hoàng đế.

#### May Chang
May Chang (メイ・チャン Mei Chan)
Lồng tiếng bởi: Mai Goto
May Chang (メ イ ・ チ ャ ン, Mei Chan) là công chúa thứ mười bảy của Xing đại diện cho gia tộc Chang. Không giống như Lin Yao, cô đến với Amestris mà không có bất kỳ vệ sĩ nào do thân phận nghèo khó của gia tộc, chỉ có con gấu trúc nhỏ của cô, Xiao Mei (シ ャ オ メ イ, Shao Mei, "Shao May" trong anime, tiếng Trung có nghĩa là "vẻ đẹp nhỏ") nó đã mắc một căn bệnh khiến cơ thể không thể phát triển và ở hình dạng bé tí để có thể đồng hành cùng cô. May đặc biệt thành thạo trong việc sử dụng dao ném (鏢, hyō ) để tạo ra hai vòng tròn biến đổi, một vòng tròn ở mục tiêu đã định của cô và một vòng tròn ở gần chính cô ấy, cho phép cô ấy điều khiển vật chất ở khoảng cách xa, võ thuật của cô cũng không phải dạng vừa. Cô có phần nào đó là trí tưởng tượng trong đầu; đã tưởng tượng Edward Elric là một thanh niên cao ráo và đẹp trai trước khi thực sự gặp cậu ta và tuyên bố rằng cậu cố tình lừa dối cô. May sau đó yêu Alphonse Elric, cũng hình dung ra hình dáng thật của cậu là một người đàn ông đẹp trai. Ngay sau khi đến Amestris để tìm kiếm sự bất tử, May hợp tác với Scar, hỗ trợ ông ta trong chuyến đi của mình. Trong một thời gian, cô cũng vô tình chiến đấu với anh em nhà Elric.

### Khác

#### Barry the Chopper
Barry the Chopper (バリー・ザ・チョッパー Barī za Choppā)
Lồng tiếng bởi: Kentaro Ito và Hideyuki Umezu trong phần remake
Barry the Chopper (バ リ ー ・ ザ ・ チ ョ ッ パ ー, Barī Za Choppā) là một kẻ giết người hàng loạt dường như có tầm nhìn xa mặc dù tâm trí một chiều của anh ta là muốn chặt nhiều người hơn. Từng khét tiếng ở Central với tư cách là một tên đồ tể giết người hàng loạt, vợ anh ta là nạn nhân đầu tiên, Barry đã bị bắt vào một khoảng thời gian trước khi bắt đầu loạt phim và được báo cáo là đã bị xử tử. Nhưng trên thực tế, linh hồn của Barry thực sự đã bị loại bỏ khỏi cơ thể và bị trói vào một bộ giáp trong một trong những thí nghiệm của quân đội để phục vụ như một người bảo vệ trong Phòng thí nghiệm số 5 với tên gọi Số 66. Barry chạm trán với Alphonse khi anh và Edward xâm nhập vào phòng thí nghiệm.

#### Trisha Elric
Trisha Elric (トリシャ・エルリック Torisha Erurikku)
Lồng tiếng bởi: Yoshiro Takamori
Trisha Elric (ト リ シ ャ ・ エ ル リ ッ ク, Torisha Erurikku ) là mẹ đã qua đời của Edward và Alphonse Elric. Chồng cô, Van Hohenheim bỏ cô và hai con trai của họ ở lại để tìm cách thoát khỏi sự bất tử của ông ta và đạt được mục tiêu này. Trisha cố gắng kéo dài cho đến khi ông trở lại, mặc dù cuối cùng cô đã chết vì bệnh tật. Ed và Al cố gắng hồi sinh cô bằng cách giả kim thuật bị cấm, nhưng thay vào đó lại tạo ra một thực thể dị dạng mà không phải là cô. Hohenheim sau đó đưa ra gợi ý rằng sinh vật đó không phải là Trisha thực sự, dẫn đến kết luận rằng Alphonse sở hữu một cơ thể nhân tạo ngay sau khi mất đi.

#### Rosé
Rosé (ロゼ Roze)
Lồng tiếng bởi: Houko Kuwashima
Rosé Thomas (ロ ゼ ・ ト ー マ ス, Roze Tōmasu, còn được đánh vần là "Rose") là một phụ nữ trẻ được giới thiệu ở phần đầu của bộ phim. Cô là một tín đồ sùng đạo vào đức tin địa phương của thị trấn, tin rằng việc phục vụ Nhà thờ Leto sẽ khiến người bạn trai đã chết của cô sống lại. Việc anh em nhà Elric đến thị trấn mở mang tầm mắt ra cho Rosé sự thối nát của nhà thờ và buộc cô nhận ra bạn trai của mình không thể sống lại. Sau cuộc bạo loạn trong thị trấn của cô gây ra bởi sự biến động của chính quyền nhà thờ, cô giúp xây dựng lại thị trấn bằng cách trở thành đầu bếp cho những người làm công việc tái thiết, cuối cùng đoàn tụ với Alphonse Elric. Trong một đoạn độc thoại với Winry, Rose giải thích rằng giờ đây cô và những người dân thị trấn sẽ tích cực làm việc cho tương lai của họ thay vì thụ động và chỉ chờ phép màu xảy ra, một bài học mà cô ghi nhận bởi hai anh Elric.

#### Winry Rockbell
Winry Rockbell (ウィンリィ・ロックベル Winrii Rokkuberu)
Lồng tiếng bởi: Megumi Toyoguchi và Megumi Takamoto trong phần remake
Winry Rockbell (ウ ィ ン リ ィ ・ ロ ッ ク ベ ル, Winri Rokkuberu), bạn thời thơ ấu của Edward và Alphonse Elric, sống ở Resembool với bà của cô, Pinako Rockbell, người đã nuôi nấng cô sau cái chết của cha mẹ cô trong Chiến tranh Ishbal. Cha mẹ cô bị Scar giết trong một cơn thịnh nộ mù quáng. Winry là một thợ cơ khí automail thực hành và có năng khiếu; một thần đồng theo bước chân của bà mình, liên tục thiết kế và bảo trì các bộ phận automail của Edward Elric. Cô được biết đến nhiều khi làm việc tại Thung lũng Rush với tư cách là một kỹ sư đầy triển vọng với nhiều khách hàng trung thành. Winry được biết đến với việc giúp đỡ cả hai anh em Elric về mặt tinh thần và thể chất, cư xử thấu hiểu và nhân ái đối với họ nhưng cô vẫn sẽ cãi nhau với Ed vì những chuyện nhỏ nhặt.

## Đón nhận
Một số ấn phẩm cho anime, manga và các phương tiện truyền thông khác đã đưa ra lời khen ngợi và chỉ trích cho các nhân vật trong bộ truyện. Mặc dù các tập đầu tiên được cho là có tính công thức, Melissa Harper từ Anime News Network lưu ý rằng bộ truyện và các nhân vật ngày càng phức tạp khi nó tiến triển. Cô ca ngợi Arakawa vì đã làm cho tất cả các thiết kế nhân vật trở nên độc đáo và dễ phân biệt, mặc dù nhiều người trong số họ mặc đồng phục cơ bản giống nhau. Ngoài ra, cô thích sự hài hước của các nhân vật, nhận xét rằng "Biểu cảm trên khuôn mặt của Ed có lẽ là điểm nhấn hài hước của bộ truyện." Lori Lancaster từ Mania Entertainment đã khen ngợi các thiết kế từ anime cũng như biểu cảm khuôn mặt của các nhân vật. Anh ấy cũng nói thêm rằng các tương tác của họ rất thú vị, ca ngợi cách Edward đối phó với đối thủ và bạn bè của cậu, mang lại cho anime sự cân bằng tốt giữa hành động và hài. Hilary Goldstein từ IGN lưu ý rằng tính cách của nhân vật chính Edward cân bằng giữa việc trở thành "một đứa trẻ thông minh điển hình" và "một đứa trẻ bướng bỉnh", thành công cho phép cậu ta trôi nổi giữa loạt khoảnh khắc hài hước hơn và kịch tính tiềm ẩn của nó mà không có vẻ sai. 
Samuel Arbogast từ THEM Anime Reviews nhận xét rằng sự tương tác giữa anh em nhà Elric khi họ đi du hành rất thú vị, vì sự hài hước diễn ra khá thường xuyên chứ không phải là sự nghiệt ngã liên tục của nhiều bộ truyện. Anh ấy cũng ca ngợi thực tế là tất cả các nhân vật đều có thiết kế riêng biệt, mặc dù một số người trong số họ có đồng phục giống nhau. Anime Boredom ca ngợi các nhân vật có sự cân bằng tốt giữa hành động, hài kịch và những khoảnh khắc sâu sắc và nhận xét cốt lõi cảm xúc trong sự phát triển của hai nhân vật chính. Maria Lin từ Animefringe.com đã chỉ trích số lượng lớn các cảnh tình cảm trong bộ truyện, coi đó là "sự lạm dụng để khiến người xem phải khóc". Cô ấy cũng đề cập rằng các nhân vật thiếu sự phát triển, chẳng hạn như Edward có cùng niềm tin trong tất cả các anime khi cậu một lần nữa cố gắng hồi sinh mọi người bằng cách sử dụng thuật giả kim. Tuy nhiên, cô lưu ý rằng anime "có một số thiết kế nhân vật tươi mới và sống động nhất kể từ Naruto ". 